# Atypisches Neuroleptikum
Atypische Neuroleptika (syn. atypische Antipsychotika, oder kurz Atypika) sind eine heterogene Gruppe von Arzneimitteln, die zur Behandlung von Schizophrenie, anderen Psychosen und weiteren psychischen Krankheiten eingesetzt werden. Seit den 1950er Jahren werden „typische Antipsychotika“ wie Chlorpromazin oder Haloperidol dafür verwendet (erste Generation der Antipsychotika). Ab den 1990er Jahren wurden allerdings für die gleichen Indikationen verschiedene auf anderen Wirkungsmechanismen basierende Neuroleptika entwickelt. Um diese Gruppe der Antipsychotika der „zweiten“ Generation deutlich von denen der „ersten“ zu unterscheiden, wird für diese der Begriff atypische Neuroleptika verwendet.
Der Begriff Atypisches Neuroleptikum entstand bereits mit der Einführung von Clozapin in die Schizophreniebehandlung. Die neuen Substanzen sollen die typischen Nebenwirkungen der Neuroleptika seltener hervorrufen, insbesondere seltener extrapyramidal-motorische Störungen (EPMS) und Spätdyskinesien verursachen. Dem stehen allerdings andere, zum Teil schwerwiegende Nebenwirkungen der neuen Stoffe gegenüber.

## Eigenschaften

### Extrapyramidal-motorische Störungen
Die geringere EPMS-Rate ist die charakteristische Gemeinsamkeit der Atypika. Jedoch existieren keine Grenzwerte oder quantifizierte Befunde. Generell gilt, dass extrapyramidales Syndrome (EPMS) und Dyskinesien bei atypischen Neuroleptika „in bereits antipsychotisch wirksamen Dosierungen“ weitgehend fehlen sollen. Allerdings liegen für einzelne Atypika Studien vor, in denen diese Stoffe eine den „typischen“ Neuroleptika vergleichbare Parkinsonoid-Inzidenz zeigten (zum Beispiel Risperidon vs. Flupentixol). Außerdem erzeugten die ersten Neuroleptika (z. B. Chlorpromazin) eher wenig EPMS.

### Wirkung auf Minussymptome
Atypika sollen bei gleich guter Wirkung auf die Positivsymptome eine bessere Wirksamkeit gegen die sogenannten Negativsymptome der Psychose aufweisen als die klassischen Neuroleptika. Autoren wie Möller oder Benkert/Hippius vertreten hierzu gegensätzliche Standpunkte. Die verwendeten Testinstrumente (v. a. Rating-Skalen) lassen keine klare Abgrenzung und keine ätiologische Zuordnung der Negativsymptome zu. Symptome wie Rückzug oder gedrückte Stimmung könnten im Einzelfall willkürlich als primär (Ausdruck der Erkrankung) oder sekundär (Folge der persönlichen Situation, Klinikumgebung etc.) gelten. Ein wesentlicher Fortschritt konnte bisher nicht nachgewiesen werden.

### Molekularpharmakologische Eigenschaften
Zusätzlich zu der antagonistischen Wirkung klassischer Neuroleptika an Dopamin-Rezeptoren vom Subtyp D2 zeigen die meisten atypischen Neuroleptika eine ausgeprägte antagonistische Wirkung an Serotonin-Rezeptoren des Typs 5-HT2A. Das Verhältnis aus der Affinität eines Neuroleptikums zu 5-HT2A-Rezeptoren zu seiner Affinität zu D2-Rezeptoren, auch Meltzer-Index genannt, dient der Vorhersage atypisch-neuroleptischer Eigenschaften. Auf der Hemmung von 5-HT2A-Rezeptoren soll gemeinsam mit der antidopaminergen Wirkung die klinische Besserung (speziell der Minussymptome) und die geringere EPMS-Rate beruhen. Auch andere molekularpharmakologische Eigenschaften, wie beispielsweise der Partialagonismus von Aripiprazol und Amisulprid an Dopamin-Rezeptoren, können zur Erklärung atypisch-neuroleptischer Eigenschaften herangezogen werden. Ebenso wird eine besondere Rolle des Dopamin-D4-Rezeptors diskutiert.

## Arzneistoffe
Folgende Substanzen werden zu den Atypika gerechnet:
- Clozapin-Gruppe (trizyklische Atypika):
  - Clozapin (einziges Atypikum ohne EPMS-Risiko)
  - Clotiapin
  - Zotepin
  - Olanzapin
  - Quetiapin (nach Clozapin das zweitniedrigste EPMS-Risiko)
- Benzisoxazol-/Benzisothiazol-Derivate:
  - Risperidon
  - Paliperidon
  - Ziprasidon
- weitere Wirkstoffe:
  - Aripiprazol (i. w. S. strukturverwandt mit Risperidon/Ziprasidon)
  - Cariprazin
  - Sertindol
  - Lurasidon
  - Asenapin
- Benzamide:
  - Sulpirid
  - Amisulprid

Die Einordnung von Sulpirid wird uneinheitlich gehandhabt, da der Begriff Atypikum erst nach Einführung des Sulpirids populär wurde und bei dessen Bewertung in der Praxis keine Rolle spielte. Die Analogsubstanz Amisulprid wird hingegen im Allgemeinen als Atypikum eingestuft. Die beiden Benzamide unterscheiden sich pharmakologisch von den übrigen Neuroleptika, sowohl von den älteren als auch den neueren Vertretern.